# Guillaume de Tonquédec
Guillaume de Tonquédec (Parijs, 18 oktober 1966) is een Frans acteur.

## Levensloop
De Tonquédec volgde een acteeropleiding aan het conservatorium van Versailles, vervolgens aan het Cours Florent en uiteindelijk aan het Conservatoire National d'Art Dramatique in Parijs.
Na Tableau d'honneur uit 1992, waarin hij de hoofdrol, Jules Martin, vertolkte aan de zijde van Claude Jade speelde De Tonquédec verschillende rollen voor televisie en in films. Hij vertolkte Thomas Sorensen in de politieserie Commissaire Cordier (2005-2008) en Renaud Lepic in Fais pas ci, fais pas ça (2007-2017), een serie over het wel en wee van twee families.
Daarnaast is De Tonquédec ook werkzaam in het theater. Zo werkte hij mee aan een productie van Shakespeare en verschillende van Molière en Henrik Ibsen. Voor zijn rol in het langlopende Le Prénom (2010) werd hij genomineerd voor een Molière. Twee jaar later werd het toneelstuk succesrijk onder dezelfde titel (Le Prénom) verfilmd. De Tonquédec werd gelauwerd met de César voor beste mannelijke bijrol voor zijn rol van Prune.

## Filmografie

### Film
- 1989: Deux van Claude Zidi
- 1991: La Double Vie de Véronique van Krzysztof Kieślowski
- 1992: Tableau d'honneur van Charles Nemes
- 2003: Tais-toi ! van Francis Veber
- 2007: La Maison van Manuel Poirier
- 2008: Deux jours à tuer van Jean Becker
- 2008: Parlez-moi de la pluie van Agnès Jaoui
- 2010: Les Meilleurs Amis du monde van Julien Rambaldi
- 2011: Qui a envie d'être aimé ? van Anne Giafferi
- 2012: Le Prénom van Matthieu Delaporte en Alexandre de la Patellière
- 2015: Belles Familles van Jean-Paul Rappeneau
- 2017: Bonne Pomme van Florence Quentin

### Televisie
- 1987: Sacrifice
- 1989: Les Nuits révolutionnaires van Charles Brabant
- 1990: Faux frères
- 1991: Les enfants de la plage
- 1992: Les bleus de la nuit
- 1992: Le monsieur de chez Maxim's
- 1992: Notre Homme
- 1994: La Vie de Marianne
- 1998: Nestor Burma et la belle de Paris
- 1998: Une femme d'honneur, Double détente
- 1999: La voleuse de Saint-Lubin
- 2000: Cap des Pins
- 2000: Chère Marianne, La sous-préfète aux champs
- 2000: Affaires familiales
- 2001: L'agence
- 2001: Le Marathon du lit
- 2002: Une femme d'honneur, Mort programmée
- 2003: Navarro, Fascinations
- 2005–2008: Commissaire Cordier
- 2007–2017: Fais pas ci, fais pas ça
- 2008: Camping Paradis
- 2010: Camus van Laurent Jaoui
- 2010: Les Diamants de la victoire van Vincent Monnet

## Prijzen en nominaties

### Prijs
- 2013: Le Prénom : César voor beste mannelijke bijrol

### Nominatie
- 2011: Le Prénom : Molière du comédien dans un second rôle tijdens de Nuit des Molières